# 嘉邑鎮天宮
23°28′04″N 120°27′38″E / 23.467761°N 120.46042°E
嘉邑鎮天宮，舊稱震天宮，是位於臺灣嘉義市東區芳安里的關帝廟，廟頂有桃園三結義巨像，廟前階梯的一對石獅子性別皆為雄性。

## 沿革

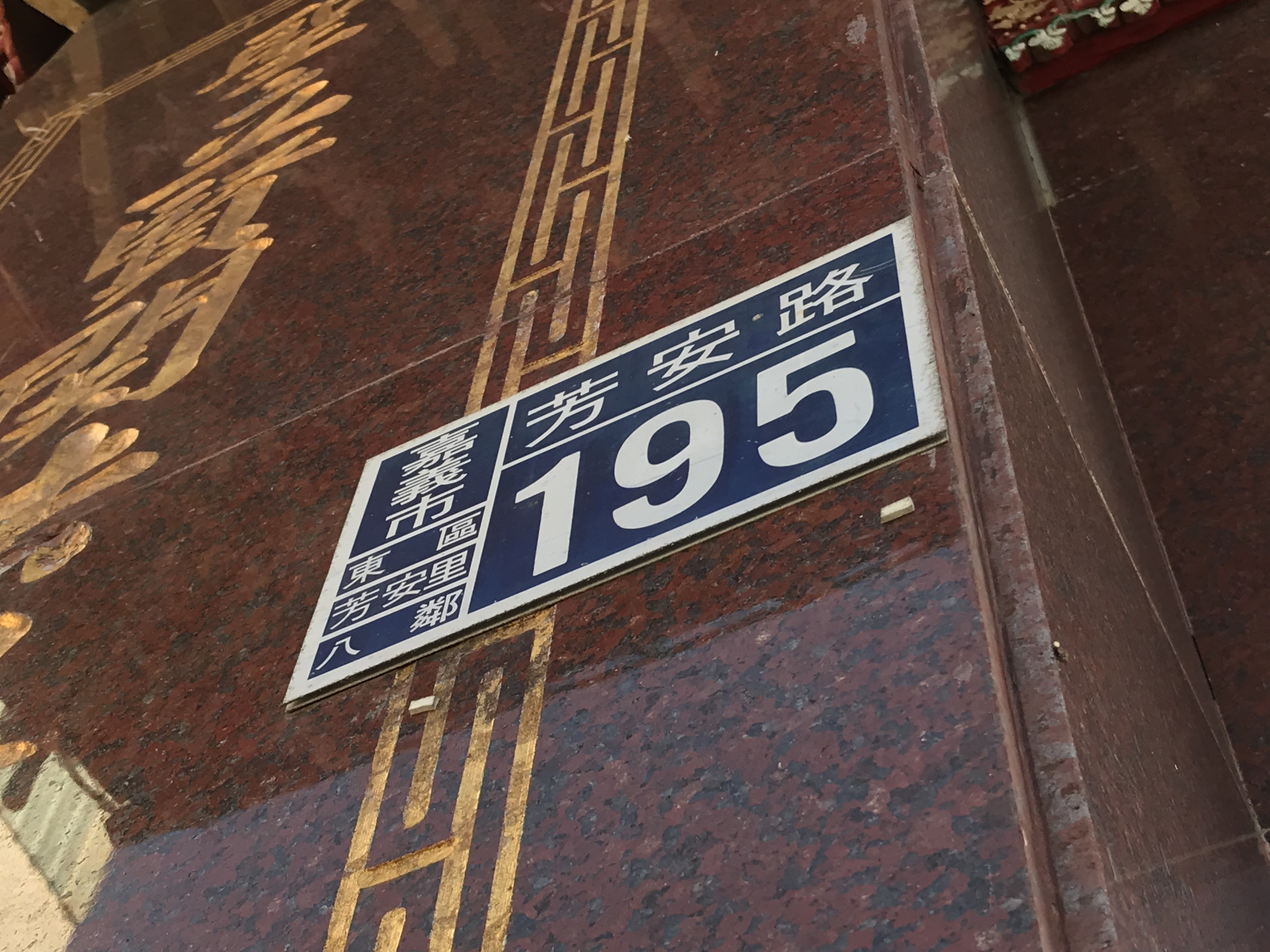
門牌為東區芳安里芳安路195號。

廟方主祀的關聖帝君神像，原是於嘉義市和平路上的崇聖會奉祀。1961年間，第一任主委劉福氣，輪值爐主時迎回住家奉祀，發現香爐三支香腳震動，認為是神明要建廟，遂立廟奉祀。1964年建成，初名「震天宮」，1971年改名為「鎮天宮」。
廟方賴旭星出資2千多包水泥興建，在屋頂興建桃園三結義劉備、關羽、張飛三尊神像。為1980年建，1982年落成，3尊各18台尺高、共36台尺寬。建物三樓祭拜儒釋道三位教主。1992年，劉福氣過世，鎮天宮塑像膜拜。2005年2月19日，時任中華民國總統的陳水扁至此廟贈寫有「義範忠藎」的匾額，以兌現他去年總統大選前的承諾。2007年10月24日，由中華兩岸公共事務交流協會理事長吳忠國出資、高2公尺、重1000多公斤、仿照解州關帝廟的關聖帝君神像安座。

## 石獅

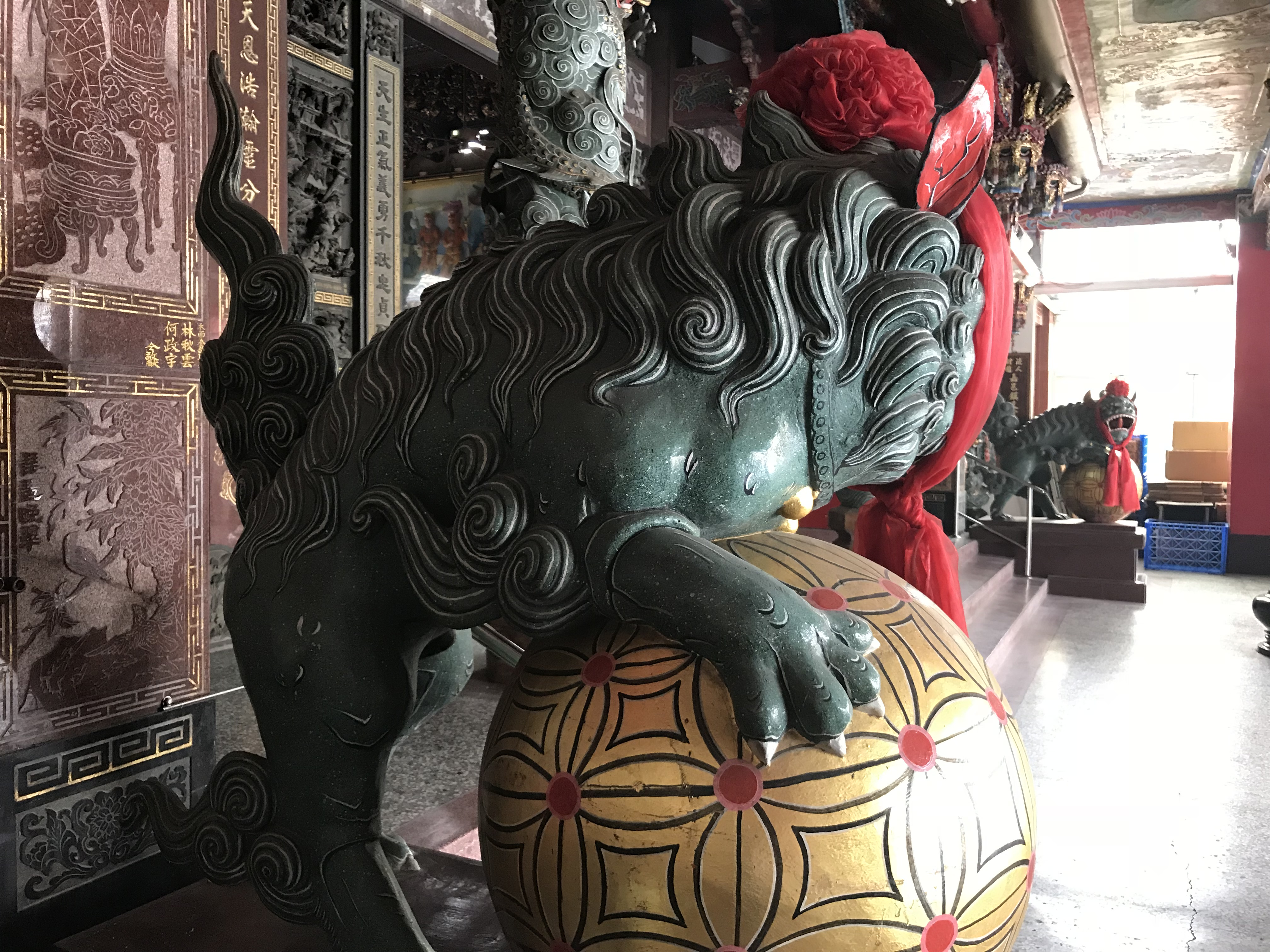
階梯前的一對公石獅。

賴旭星在2009年3月報導時表示，早期處理廟務人員、鸞生、誦經團員比例為女7男3，為讓更多男性參與廟務，十多年前在會商後於廟門階梯豎立兩頭雄石獅，而不是一般的一公一母。該對石獅曾在2009年時引起興華中學觀光科女學生張鈞婷的好奇，當時她利用寒假由雙親開車陪同下，走訪嘉義、雲林、臺南各廟宇，拍攝百多對造型各異石獅。
至於廟前的一對連基座高近4公尺的青斗石石獅則一公一母。

## 外部連結
- 官方网站